# JBT
JBT Corporation alternativt John Bean Technologies Corporation är ett amerikanskt multinationellt verkstadsföretag som utvecklar och bygger maskiner, maskinsystem och utrustningar för kunder inom branscherna för livsmedelsindustri och flygplatser (även olika typer av fordon som används på flygplatser).
Företaget grundades 2008 när delar av FMC Technologies blev avknoppade till att vara ett självständigt företag.